# Santiago Pradas
Santiago (de) Pradas (Cuenca, c. 1777-Cuenca, c. 1821) fue un organista, compositor y maestro de capilla español.

## Biografía
No se ha encontrado documentación del nacimiento de Pradas, por lo que se desconoce la fecha exacta de su nacimiento, pero por documentación posterior, se sabe que nació en Cuenca, a principios de 1777. Con unos 11 años, en los primeros meses de 1788, ingresó en el Colegio de San José de infantes del coro de la Catedral de Cuenca. Allí estudiaría bajo la batuta del maestro Pedro Aranaz y el organista Juan Manuel del Barrio.

11°.- Santiago de Pradas, natural de esta ciudad, de edad de 11 años y de Colegio nueve meses. Es útil y adelanta mucha.
Libros de Visita del Colegio de San José, 1788

En los Libros de Visita del Colegio se sigue la evolución de Pradas con descriptores como «útil» y «aplicado». En 1792 hay un cambio, ya que Pradas, con 15 años, había mudado la voz y había comenzado a estudiar composición y en 1793 incluso se le alaba como el más adelantado en la disciplina.

3°.- Santiago de Pradas, natural de Cuenca, de edad 15 años y 9 meses y de Colegio 5 no cumplidos. Perdió la voz de tiple. Aprovecha conocidamente en la Composición y es útil para el manejo de los Libros de Coro.

Finalmente fue «despedido» del Colegio tras los obligatorios cinco años de estancia en 1793.

3°.- Santiago de Pardas, natural de esta ciudad, de edad de 16 años y 9 meses, de Colegio 6: inútil por lo mismo que los antecedentes, y aprovechado, y el más adelantado en la Composición. Cumplido y despedido.

Tanto por su interés por la música, como por la precaria situación económica de su familia, Pradas decidió solicitar un cargo en la Catedral, quizás como acólito o contrabajista. El cabildo se tomó su tiempo en tomar una decisión, aunque con toda probabilidad permitieron provisionalmente a Pradas seguir viviendo en el Colegio. En marzo de 1794 le fue concedido el cargo de acólito, aunque con carácter interino.
En 1795 fallecería el organista primero de la Catedral de Cuenca, Juan Manuel del Barrio, y lo sucedería el organista segundo, Alfonso Humana, cuyo cargo quedaba vacante. Pradas, ya como clérigo de corona, se presentó sin éxito a estas oposiciones, quedando Fernando Gil de Úbeda como ganador. Un año más tarde lo intentaría en las oposiciones a organista segundo de la Catedral de Orihuela, también sin éxito.
La situación de Pradas cambió en 1796 cuando se le nombró salamista «sin título» en Cuenca, con un sueldo de 150 ducados. Un año más tarde se jubilaría el maestro Pedro Aranaz, por lo que quedaba vacante su cargo. El cabildo decidió no nombrar a un sucesor y cubrir el cargo de forma interina, a lo que se ofrecieron Paulino Salazar y Santiago Pradas. El cabildo decidió en 23 de octubre de 1797 nombrar a Pradas como interino.
La situación de Prades no fue fácil: con veinte años, las obligaciones de un maestro de capilla, pero sin su autoridad, como interino, y el anterior maestro, su maestro, todavía activo, con el que además compartía el salario del maestro de capilla. Buena parte de los músicos no lo tomaban en serio y no le obedecían, aprovechándose en parte del buen talante del nuevo maestro. En 1798 falleció el organista mayor, Alfonso Humana, y tanto Pradas como el organista segundo, Pedro José Blanco, solicitaron el cargo, pero el cabildo se decidió por Blanco.
Parece quedar claro que el cabildo no lo apreciaba lo suficiente para ser nombrado organista, así que Pradas se decidió en 1805 a solicitar el cargo de maestro de capilla de forma permanente. El cabildo accedió, pero se lo concedió la titularidad con el mismo salario que tenía hasta entonces.

Memorial que se vio en el Cabildo de 19 de agosto pasado de D. Santiago de Pradas, Maestro de Capilla de esta Santa Iglesia suplicando se le confiera esta plaza en propiedad. Y habiendo leído los acuerdos de 16 y 23 de octubre del año pasado de 1797 en que consta la jubilación de D. Pedro Aranaz, Maestro de Capilla que era de esta referida Santa Iglesia, con la pretensión de doscientos ducados, sobre los seis mil reales en que está dotada esta plaza y nombramiento de Maestro interino que se hizo en dicho Pradas, con el salario que de ella quedaba sobrante, conferido y votado, se acordó nombrarle para Maestro de Capilla en propiedad de esta Santa Iglesia a D. Santiago de Pradas con el sueldo por ahora que disfruta, levantando y cumpliendo las obligaciones de este Magisterio según está establecido por el Cabildo en los planes de los años 1769 y 1776, con derecho a percibir todo el sueldo que tiene de dotación esta plaza cuando por cualquier motivo que faltase D. Pedro Aranaz.
Actas capitulares de la Catedral de Cuenca, 18 de septiembre de 1805

Tras su nombramiento, el cabildo siguió tratando al maestro Pradas de forma deficiente. Aranaz, que tras su jubilación en 1797 se había retirado a Zaragoza, hacía unos años que había retornado y se encontraba en Cuenca. El cabildo había creado para él un cargo propio, «Maestro de Estilo y Melodía», que en realidad ocultaba que la capilla era dirigida por Aranaz.
Poco después, en octubre de 1805, Pradas se casó, algo inusual para los maestros de capilla, pero que se había dado antes. El maestro solicitó en marzo de 1807 al cabildo un aumento de sus salario, ya que ahora debía gastar por dos, pero dos meses después el cabildo rechazaba su solicitud.
En 1808 las tropas francesas invadían España y José Bonaparte desmanteló gran parte de las estructuras religiosas de España, llevando a las catedrales a pasar penurias. En febrero de 1809 se reclutó al organista segundo para el ejército, por lo que se pasaron las responsabilidades a Pradas, asignándole un salario de 150 ducados. En diciembre de 1811 fallece el organista primero, Pedro José Blanco, y se también encarga a Pradas su trabajo de forma interina. Pradas, titular del magisterio de capilla e interino como organista primero y segundo, solicitó al cabildo mantener el cargo de organista primero de forma titular y dejar las demás responsabilidades. El cabildo accedió en agosto de 1814 y le asignó un sueldo de 6540 reales.
Mantuvo el cargo de organista primero hasta el final de su vida. Falleció en Cuenca, hacia 1821.
Pradas fue muy querido y respetado en la ciudad, por lo que tras su fallecimiento surgirían numerosas historias sobre el maestro, sin que se llegue a saber si fueron reales. De hecho, todavía existía en el siglo XX una asociación de amigos de las Semanas de Música Religiosa de Cuenca que llevaba el nombre de «Maestro Pradas» y existe una calle del Maestro Paradas, en la que se encuentra el Colegio Ramón y Cajal. Por otra parte Felipe Rubio Piqueras lo caracterizó como «huraño, taciturno, ogro, misántropo, raro y excéntrico» y una de las leyendas afirma que su composición Salve Magna (perdida) fue inspirada por los sollozos de su esposa, Leocadia, causados por la paliza que le propinó el maestro para inspirarse para componer la música.

## Obra
Según Felipe Rubio Piqueras, la obra de Pradas se distingue de la música de finales del siglo XVIII, mostrando un bagaje nuevo de técnicas, voces e instrumentos.
Se conservan composiciones de Pradas en la Catedral de Santo Domingo de la Calzada, un Rosario a 3 o cuatro voces, y en el Monasterio de Guadalupe, un O quam suavis est, villancico al Santísimo. Pero la mayoría se conservan en la Catedral de Cuenca, entre las que se cuentan motetes, lamentos, responsorios, salmos y misereres.
Es conocido sobre todo por un miserere que se toca todos los años en Cuenca durante la Semana Santa. Su autoría no está asegurada y Cabañas Alamán afirma incluso que es poco probable que sea suya, ya que Pradas no tenía los conocimientos de polifonía para realizarla. La cuestión es que cornistas como Muñoz y Soliva y Rubio Piqueras aseguraron la autoría de Pradas:

A la vista tenemos en los momentos en que trazamos estas líneas una copia-partitura de su famoso Miserere a 4 y 8 voces con pequeña orquesta (Archivo de Cuenca), composición del segundo decenio del siglo XIX; pudieran firmarla sin desdoro Mozart, Haydn, Beethoven en su primer estilo [...] dentro de la «manera de hacer» en el primer tercio del siglo XIX, es de lo mejor que puede encontrarse en los compositores españoles, aún más, recuerda remotamente a los polifonistas del clasicismo un verso a voces solas que es un verdadero encanto.